# Irrigatie in Egypte

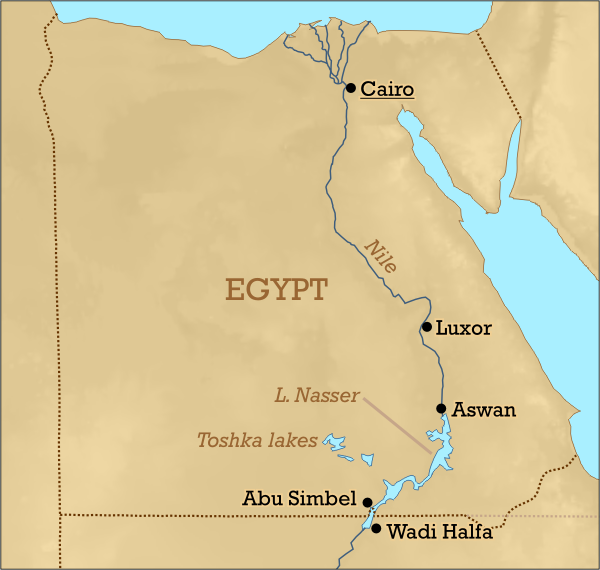
De Nijl in Egypte, de Aswandam en het Nassermeer

Wegens afwezigheid van neerslag van enige betekenis is de landbouw in Egypte geheel afhankelijk van irrigatie. Met irrigatie kunnen twee gewassen per jaar worden verbouwd, behalve suikerriet (dat een groeiseizoen heeft van bijna 1 jaar) en boomgaarden.
De Aswandam met het Nassermeer speelt een belangrijke rol in de watervoorziening.

## Watergebruik

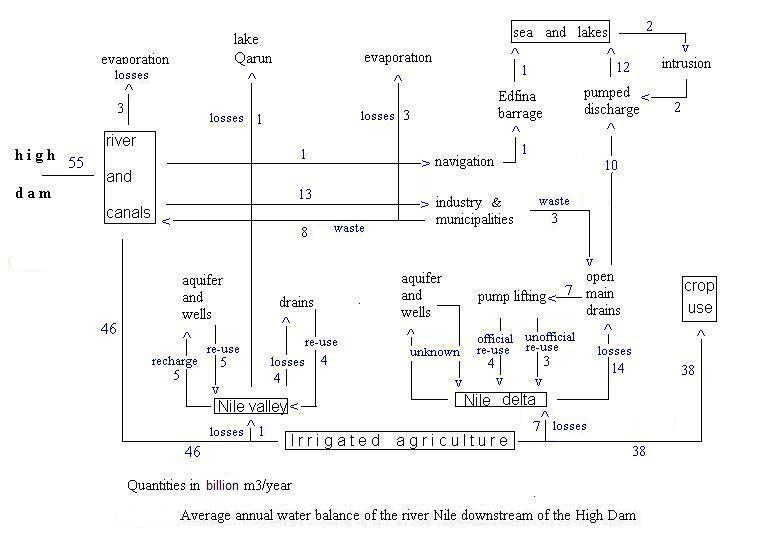
Waterbalansen

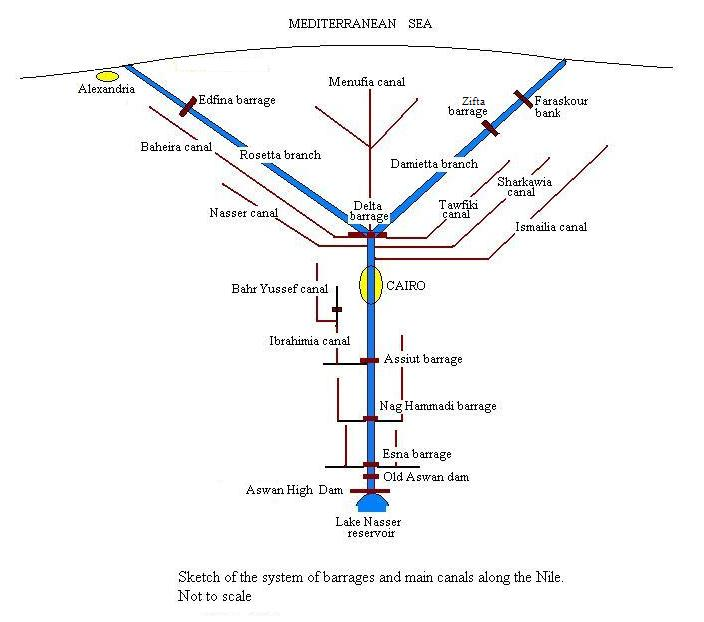
Hoofdirrigatiesystemen (schematisch)

De Aswandam spuit gemiddeld ongeveer 55 miljard m³ water per jaar waarvan zo'n 46 miljard m³ wordt geleid naar de irrigatiekanalen. In de Nijlvallei en Nijldelta wordt een areaal van bijna 8 miljoen feddan (1 feddan is ongeveer 4200 m²) vanuit deze kanalen geïrrigeerd. De irrigatie levert gemiddeld 1.8 gewasopbrengsten per jaar op.
De gewasverdamping is ongeveer 38 miljard m³. De totale irrigatie-efficiëntie komt hiermee op 38/46 = 0,82 of 82%. Vergeleken met efficiënties elders in de wereld is dit een hoge waarde. De efficiëntie van de veldirrigatie is lager, maar de verliezen worden benedenstrooms hergebruikt. Het continue hergebruik langs de Nijl verhoogt de uiteindelijke efficiëntie.

## Waterverdeling
De gelijke verdeling van het water over de zijkanalen die aftakken van de hoofdkanalen laat te wensen over.
| Zijkanaal             | Wateraanvoer in m³/feddan *) |
| --------------------- | ---------------------------- |
| Kafret Nasser         | 4700                         |
| Beni Magdul           | 3500                         |
| El Mansuria           | 3300                         |
| El Hammami upstream   | 2800                         |
| El Hammami downstream | 1800                         |
| El Shimi              | 1200                         |

*) Periode 1 maart tot 31 juli. 1 feddan is ongeveer 0,42 ha. Bron: Egyptian Water Use Management Project (EWUP).

## Afbeeldingen

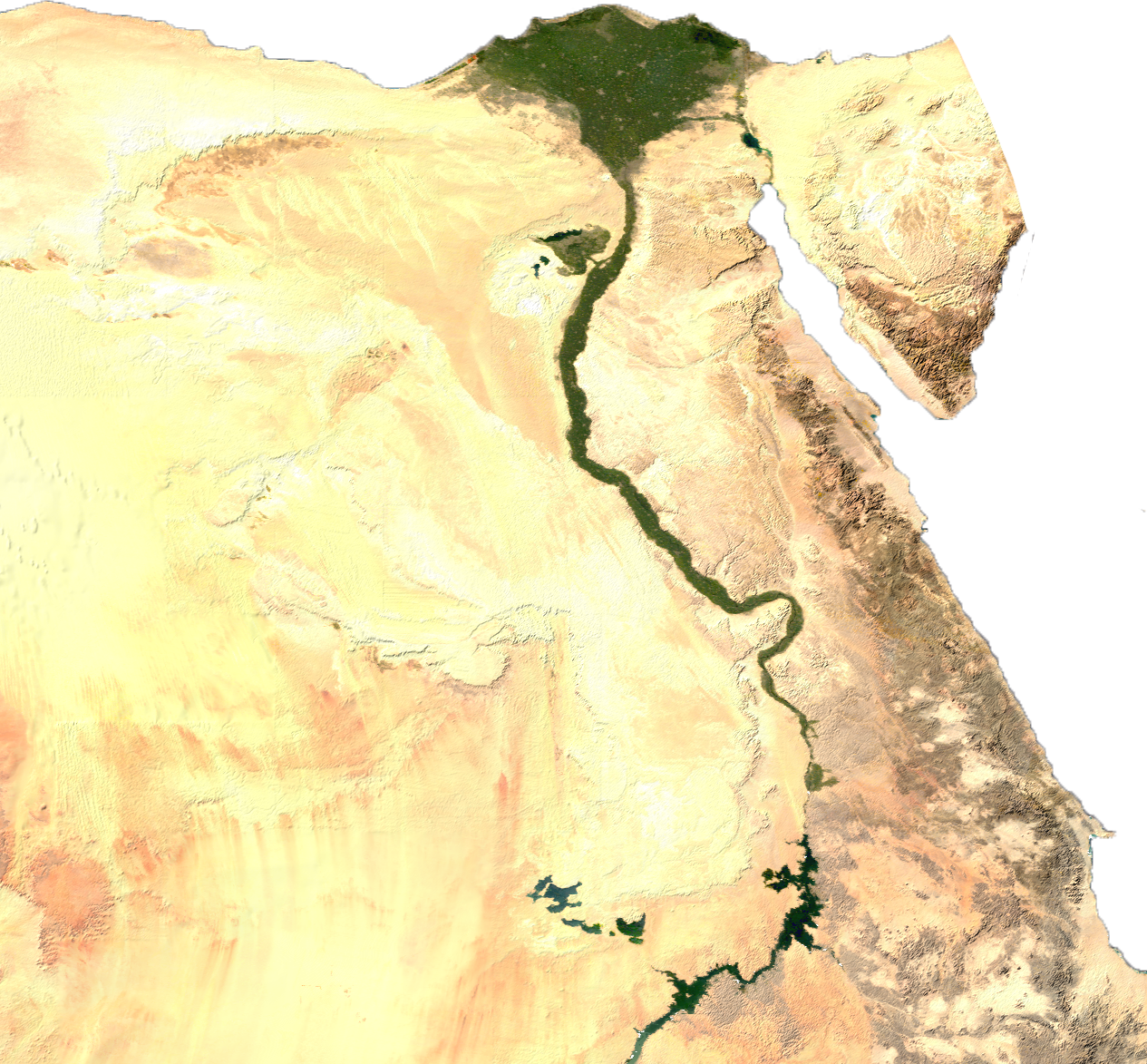
Groen geïrrigeerd land langs de Nijl te midden van de woestijn
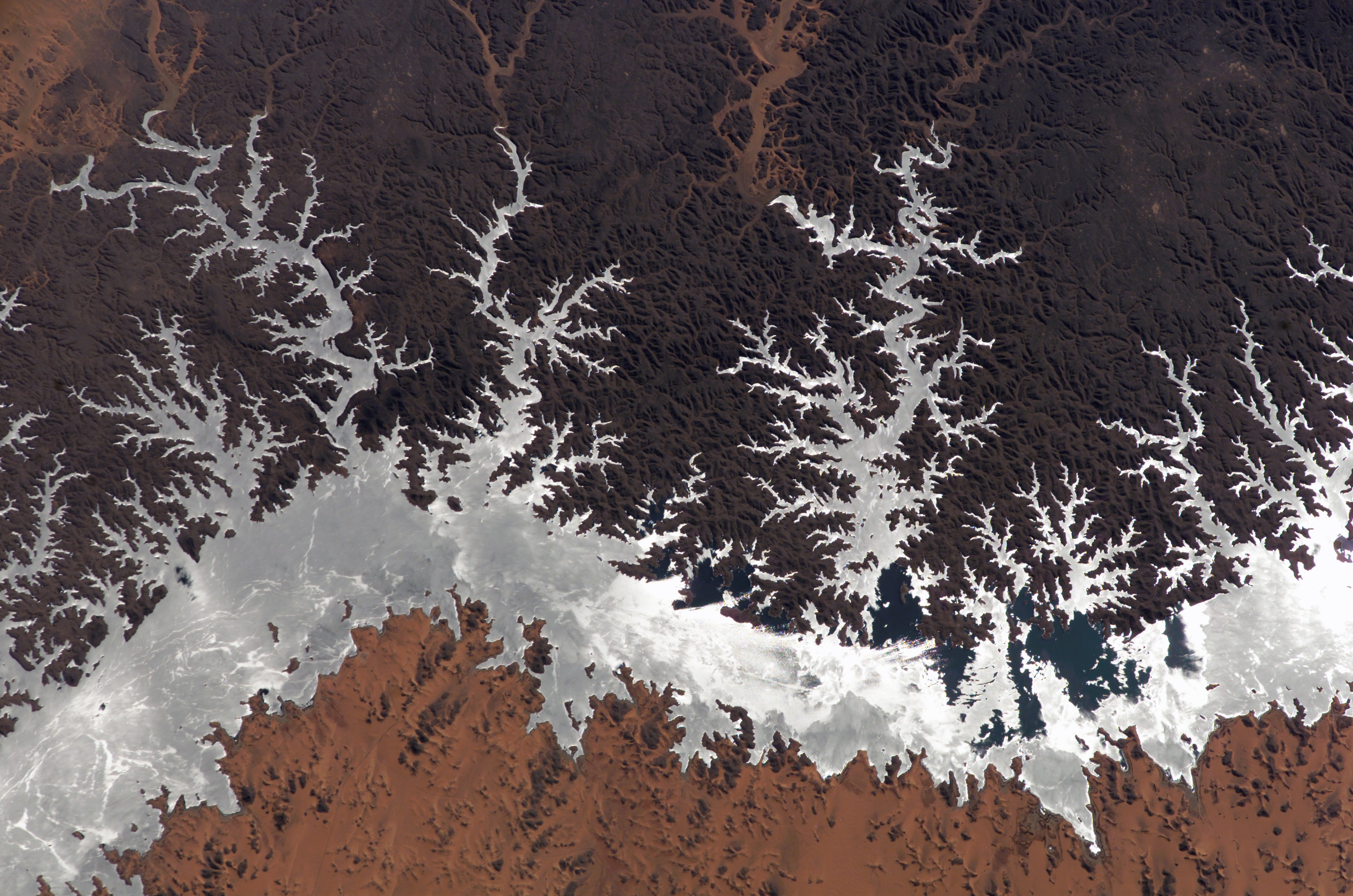
Het Nassermeer achter de Aswandam, 5250 km²
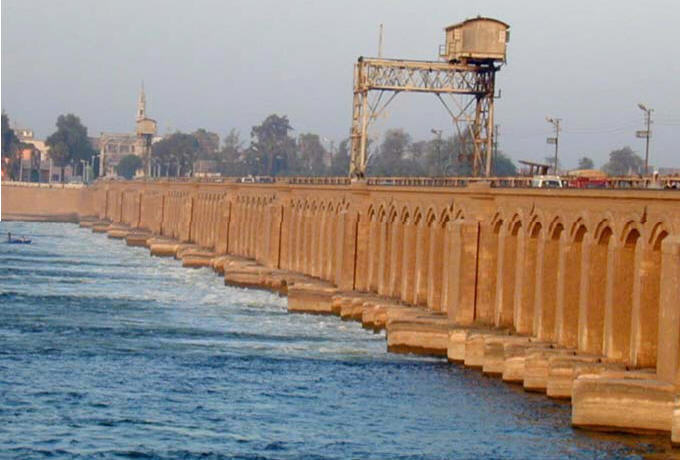
De oude barrage bij Assiut
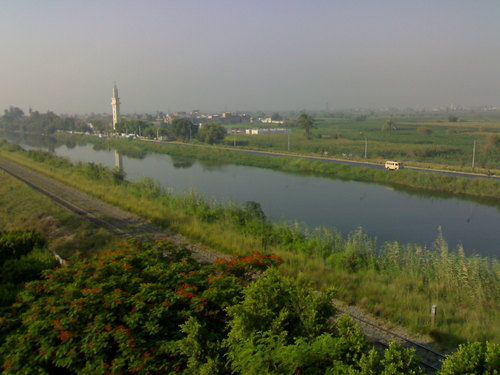
Het Ibrahimiya irrigatiekanaal bij Minya

## Zoutbalans en drainage
De zoutconcentratie van het water in het reservoir achter de Aswandam (het Nassermeer) is ongeveer 0,25 kg/m³. Dit is "zoet" water. Bij een jaarlijkse instroming van 55 miljard m³ water bedraagt de zoutinvoer 14 miljoen ton. De gemiddelde zoutconcentratie van het drainage water dat in Middellandse Zee wordt geloosd is 2,7 kg/m³. Bij een jaarlijkse drainage van 10 miljard m³ (niet meegerekend de 2 miljard m³ zout water dat vanuit de zee en de kustmeren de bodem binnendringt, zie figuur "Waterbalansen") bedraagt de jaarlijkse zoutuitvoer 27 miljoen ton. De zoutuitvoer was in 1995 dus hoger dan de invoer en de landbouwgronden werden in hun totaliteit ontzout. Een deel van de ontzouting is vermoedelijk een gevolg van het grote aantal drainageprojecten die zijn uitgevoerd voor de beheersing van de waterspiegel en de bodemverzouting.
Drainage door ondergrondse drains is essentieel om het teruglopen van de gewasopbrengsten als gevolg van door irrigatie veroorzaakte te hoge grondwaterspiegels en bodemverzouting te voorkomen. Tegen 2003 zijn meer dan 2 miljoen ha landbouwgrond uitgerust met drainagesystemen en jaarlijks wordt ongeveer 7,2 miljard m³ water door deze systemen afgevoerd. De totale investering in de landbouwdrainage over een periode van 27 jaar, van 1973 tot 2002, was zo'n 3,1 miljard US$ voor de kosten van ontwerp, onderhoud, onderzoek en training. In deze periode zijn 11 grootschalige projecten uitgevoerd met financiële steun van de Wereldbank en andere donoren.